# Apostolepis longicaudata
Espèce
Apostolepis longicaudata  est une espèce de serpents de la famille des Dipsadidae.

## Répartition
Cette espèce est endémique du Brésil. Elle se rencontre au Piauí et au Tocantins. 

## Publication originale
- Amaral, 1921 : Últimos trabalhos inéditos de J. Florencio Gomes: Duas novas espécies de Colubrideos opistoglyphos brasileiros (Philodryas oligolepis e Apostolepis longicaudata). Annaes Paulistas de Medicina e Cirurgia, vol. 9, no 7/8, p. 157-163.